# Brändåstjärnen (Linsells socken, Härjedalen)
Brändåstjärnen är en sjö i Härjedalens kommun i Härjedalen och ingår i Dalälvens huvudavrinningsområde.